# Urojapyx
Urojapyx es un género de Diplura en la familia Japygidae.

## Especies
- Urojapyx whytei Pagés, 1955